# 兵庫県道470号倭文五色線
兵庫県道470号倭文五色線（ひょうごけんどう470ごう しとおりごしきせん）は、兵庫県南あわじ市から洲本市に至る一般県道である。

## 概要
南あわじ市倭文長田から洲本市五色町都志万歳に至る。

### 路線データ
- 起点：南あわじ市倭文長田（倭文長田交差点、兵庫県道125号洲本松帆線交点）
- 終点：洲本市五色町都志万歳（五色大橋南詰交差点、兵庫県道31号福良江井岩屋線交点）
- 総延長：11.513 km

## 路線状況

### 重複区間
- 兵庫県道472号鳥飼浦洲本線（洲本市五色町上堺 - 南あわじ市倭文安住寺）
- 兵庫県道66号大谷鮎原神代線（洲本市五色町広石中 - 洲本市五色町広石北）

## 地理

### 通過する自治体
- 南あわじ市
- 洲本市
- 南あわじ市
- 洲本市

### 交差する道路
| 交差する道路                            | 市町村名   | 交差する場所   | 交差する場所              |
| --------------------------------------- | ---------- | -------------- | ------------------------- |
| 兵庫県道125号洲本松帆線                 | 南あわじ市 | 倭文長田       | 倭文長田交差点 / 起点     |
| 兵庫県道472号鳥飼浦洲本線 重複区間起点  | 洲本市     | 五色町上堺     |                           |
| 兵庫県道472号鳥飼浦洲本線 重複区間終点  | 南あわじ市 | 倭文安住寺     |                           |
| 兵庫県道66号大谷鮎原神代線 重複区間起点 | 洲本市     | 五色町広石中   |                           |
| 兵庫県道66号大谷鮎原神代線 重複区間終点 | 洲本市     | 五色町広石北   |                           |
| 兵庫県道31号福良江井岩屋線              | 洲本市     | 五色町都志万歳 | 五色大橋南詰交差点 / 終点 |

### 沿線
- 緑窯業
- 南あわじ市立倭文小学校
- 南あわじ市立倭文中学校
- 洲本市五色地域福祉センター
- 洲本市立五色中学校
- 五色県民健康村健康道場